# Axel Scholander (läkare)
Nils Axel Fredrik Scholander, född den 3 juli 1882 i Malmö, död den 26 juli 1977 i Eksjö, var en svensk läkare. Han var bror till Hans Scholander.
Scholander avlade studentexamen 1902, medicine kandidatexamen 1909 och medicine licentiatexamen vid Lunds universitet 1919. Han var underlöjtnant i reserven 1904–1911. Scholander hade olika läkarförordnanden 1913–1921, var tillförordnad biträdande läkare vid Sahlgrenska sjukhusets röntgenavdelning 1919–1921, extra läkare vid Helsingborgs lasaretts röntgenavdelning 1921–1922, lasarettsläkare där 1922–1947, vikarierande överläkare vid röntgenavdelningen på olika lasarett 1947–1951 och överläkare vid röntgenavdelningen på Eksjö garnisonssjukhus 1951–1958. Han publicerade skrifter i röntgenologi. Scholander blev riddare av Nordstjärneorden 1936. Han vilar vid Krematoriet i Helsingborg.